# Prieuré de Sept Fontaines
Pour les articles homonymes, voir Sept Fontaines (homonymie).
Le prieuré de Sept Fontaines est un prieuré qui était situé aux confins des actuels Brabant wallon et Brabant flamand, à cheval sur la frontière linguistique belge. La ferme de L'Ermite, située à cinquante mètres à l'intérieur du Brabant wallon, en est un vestige. La ferme de Tout-lui-Faut à Braine-l'Alleud, toujours subsistante quoique dégradée, en est également une ancienne possession.

## Histoire

### Période médiévale
L'implantation de la communauté remonte à 1389. Les moines augustins se sont réunis sur un emplacement où coulent sept sources. Ils ont aménagé des étangs comme réserve de nourriture durant le carême. Cette implantation est devenue prieuré en 1418.
Trois prieurés existants dans la forêt de Soignes au début du XVe siècle, Groenendael, Rouge-Cloître et Sept Fontaines avaient adopté la règle des chanoines de Saint-Victor préconisée par Ruysbroeck, ce qui ne pouvait manquer de les rapprocher. C’est ainsi que fut constituée en 1402 une congrégation dont Groenendael prit la tête. En 1412, la congrégation de Groenendael rallia celle de Windesheim.
En 1554 l’armée de Charles Quint, commandée par Philibert de Savoie, campe à Sart-Moulin et occasionne de nombreux dégâts au prieuré. Ce dernier a finalement disparu à la suite des guerres et incendies successifs.

### De nos jours
Le site est à présent classé mais a perdu de sa beauté à cause des nombreuses constructions qui ont défiguré le quartier.
Il existe aussi un vestige dépendant du prieuré de Sept Fontaines, la ferme de l’Ermite, à côté de la chapelle. Elle fut modifiée au fil du temps et comprend encore maintenant un corps de logis avec un noyau datant du XVIIIe siècle.

## Géographie
De l’autre côté du chemin des moines se trouvent les trous nos 14 et 15 du parcours La Forêt du golf de Sept Fontaines. Les étangs se trouvent donc en région flamande et le golf en région wallonne.

## Accès
Ce lieu de promenade est accessible en transports publics depuis l'arrêt Dworp Smulders situé à 2,3 km de marche (bus De Lijn 153 et 155). Par ailleurs, l'arrêt Rhode-Saint-Genèse Sept Fontaines, situé à environ 2 km de marche, est desservi en semaine uniquement par le bus TEC 40.

## Galerie

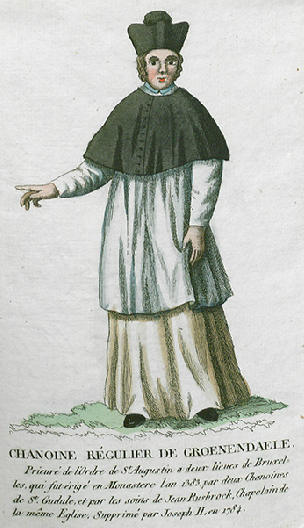
Chanoine régulier de Groenendael
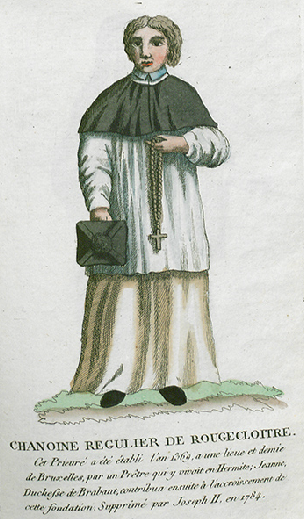
Chanoine régulier de l'abbaye du Rouge-Cloître
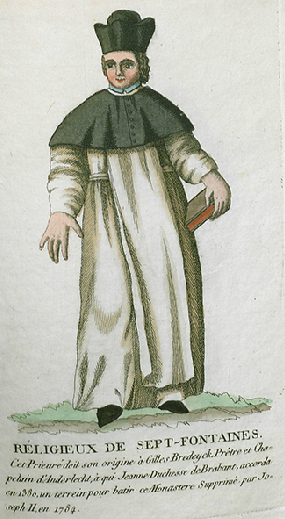
Religieux de Sept Fontaines